# Chałupki (powiat Buski)
Chałupki is een plaats in het Poolse district  Buski, woiwodschap Święty Krzyż. De plaats maakt deel uit van de gemeente Tuczępy en telt 230 inwoners.